# Ophryops fuscicollis
Ophryops fuscicollis là một loài bọ cánh cứng trong họ Cerambycidae.